# Octavian Nemescu
Pour les articles homonymes, voir Nemescu.
Octavian Nemescu (né le 29 mars 1940) et mort le 6 novembre 2020, est un compositeur roumain contemporain. Il est le père du réalisateur Cristian Nemescu.